# وینیتشنه شومیتسه
وینیتشنه شومیتسه (به لاتین: Viničné Šumice) یک منطقهٔ مسکونی در جمهوری چک است که در شهرستان برنو-ونکوو واقع شده‌است. وینیتشنه شومیتسه ۴٫۷۴ کیلومتر مربع مساحت و ۱٬۲۵۵ نفر جمعیت دارد و ۲۹۵ متر بالاتر از سطح دریا واقع شده‌است.